# Ерустук
Ерустук (англ. Aroostook) — село в Канаді, у провінції Нью-Брансвік, у складі графства Вікторія.

## Населення
За даними перепису 2016 року, село нараховувало 306 осіб, показавши скорочення на 12,8%, порівняно з 2011-м роком. Середня густина населення становила 137,2 осіб/км².
З офіційних мов обидвома одночасно володіли 40 жителів, тільки англійською — 265.
Працездатне населення становило 49,1% усього населення, рівень безробіття — 7,1%.
Середній дохід на особу становив $28 239 (медіана $26 528), при цьому для чоловіків — $33 839, а для жінок $22 957 (медіани — $32 576 та $20 960 відповідно).
29,8% мешканців мали закінчену шкільну освіту, не мали закінченої шкільної освіти — 24,6%, 47,4% мали післяшкільну освіту, з яких 25,9% мали диплом бакалавра, або вищий.
| Статево-вікова структура населення | Статево-вікова структура населення | Статево-вікова структура населення | Статево-вікова структура населення | Статево-вікова структура населення |
| ---------------------------------- | ---------------------------------- | ---------------------------------- | ---------------------------------- | ---------------------------------- |
|                                    |                                    |                                    |                                    |                                    |
| Всього                             | Всього                             | 50,8%49,2%                         |                                    |                                    |
| 0 — 14 років                       | 0 — 14 років                       |                                    | 13,3%                              | 13,3%                              |
| 15 — 64 років                      | 15 — 64 років                      |                                    | 61,7%                              | 61,7%                              |
| 65 і більше                        | 65 і більше                        |                                    | 25%                                | 25%                                |
| 85 і більше                        | 85 і більше                        |                                    | 3,3%                               | 3,3%                               |
| Середній вік (років)               | Середній вік (років)               | 45,447,7                           | 46,5                               | 46,5                               |
| Медіана (років)                    | Медіана (років)                    | 50,3                               | 50,3                               | 50,3                               |
| — чоловіки — жінки                 |                                    |                                    |                                    |                                    |

| Походження мешканців:     | Походження мешканців:     | Походження мешканців: | Походження мешканців: | Походження мешканців: |
| ------------------------- | ------------------------- | --------------------- | --------------------- | --------------------- |
| Походження                |                           |                       | осіб                  | %                     |
| Корінні американці        | Корінні американці        |                       | 10                    | 3.08%                 |
| Інше північноамериканське | Інше північноамериканське |                       | 165                   | 50.77%                |
| Європейське               | Європейське               |                       | 225                   | 69.23%                |
| британське                | британське                |                       | 195                   | 60%                   |
| французьке                | французьке                |                       | 75                    | 23.08%                |
| українське                | українське                |                       | 15                    | 4.62%                 |

## Клімат
Середня річна температура становить 3,9°C, середня максимальна – 23°C, а середня мінімальна – -19,4°C. Середня річна кількість опадів – 1 047 мм.
| Клімат поселення                              | Клімат поселення | Клімат поселення | Клімат поселення | Клімат поселення | Клімат поселення | Клімат поселення | Клімат поселення | Клімат поселення | Клімат поселення | Клімат поселення | Клімат поселення | Клімат поселення | Клімат поселення |
| Показник                                      | Січ.             | Лют.             | Бер.             | Квіт.            | Трав.            | Черв.            | Лип.             | Серп.            | Вер.             | Жовт.            | Лист.            | Груд.            |                  |
| Середній максимум, °C                         | −6,22            | −4,8             | 1,72             | 9,48             | 17,16            | 22,36            | 22,97            | 21,71            | 16,65            | 10,50            | 4,07             | −4,2             |                  |
| Середня температура, °C                       | −12,78           | −11,36           | −4,85            | 2,92             | 10,60            | 15,80            | 18,81            | 17,55            | 12,50            | 6,35             | −0,1             | −8,36            |                  |
| Середній мінімум, °C                          | −19,36           | −17,91           | −11,42           | −3,64            | 4,04             | 9,24             | 14,65            | 13,39            | 8,34             | 2,18             | −4,26            | −12,52           |                  |
| Норма опадів, мм                              | 81               | 61               | 71               | 69               | 92               | 87               | 111              | 101              | 98               | 86               | 97               | 93               |                  |
| Середньомісячна швидкість вітру, м/с          | 3.83             | 3.91             | 4.12             | 3.94             | 3.73             | 3.36             | 3.04             | 2.98             | 3.26             | 3.63             | 3.80             | 3.82             |                  |
| Середньомісячна сонячна радіація, кДж/м²·день | 5094             | 8388             | 12291            | 15846            | 18528            | 20416            | 19749            | 17401            | 12795            | 7862             | 4697             | 3939             |                  |
| --------------------------------------------- | ---------------- | ---------------- | ---------------- | ---------------- | ---------------- | ---------------- | ---------------- | ---------------- | ---------------- | ---------------- | ---------------- | ---------------- | ---------------- |
| Джерело:                                      |                  |                  |                  |                  |                  |                  |                  |                  |                  |                  |                  |                  |                  |